# پشته آلفا

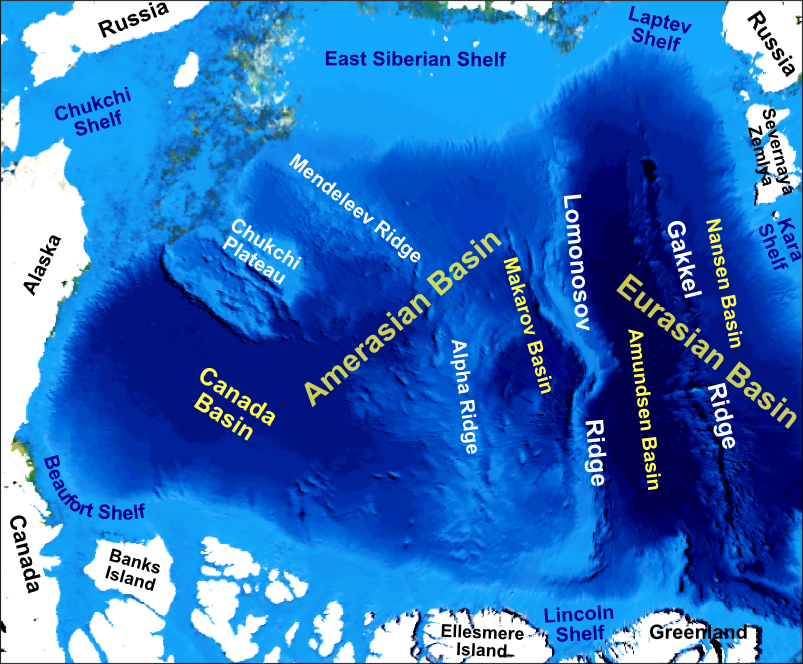
ژرفاسنجی عوارض و پدیده‌های اصلی در اقیانوس شمالگان

پشته آلفا (انگلیسی: Alpha Ridge) یک پشته آتشفشانی بزرگ در زیر اقیانوس منجمد شمالی است که میان حوضه کانادا (ساحل جزیره الزمیر) و پشته لومونسف قرار دارد. این پشته در زمان شکل‌گیری حوضه آمراسیا فعال بوده‌است. این پشته در سال ۱۹۶۳ کشف شد و بلندترین نقطه آن حدود ۲٬۷۰۰ متر از بستر دریا ارتفاع دارد و پهنای آن بین ۲۰۰ تا ۴۵۰ کیلومتر است. پشته آلفا، پشته لومونسف و پشته گاکل سه پشته اصلی در اقیانوس منجمد شمالی هستند که بستر اقیانوس را به بخش‌های کوچک‌تری تقسیم کرده‌اند و هر سه تقریباً موازی یکدیگر و در یک راستا هستند.